# Động mạch trụ
Động mạch trụ thuộc hệ thống mạch máu chính, chứa máu giàu oxy, nằm ở phía trong cẳng tay. Động mạch có nguyên ủy từ động mạch cánh tay và tận cùng là cung động mạch gan tay sâu nối với nhánh nông của động mạch quay. Có thể sờ thấy động mạch ở trước và giữa cổ tay.
Động mạch trụ có hai tĩnh mạch đi kèm.
Động mạch trụ là nhánh tận cùng lớn nhất trong hai nhánh cùng của động mạch cánh tay, bắt đầu từ 3 cm, dưới nếp khuỷu thuộc phần hố khuỷu, ngang mức cổ xương quay. Nó tận cùng ở gan tay bằng cách tiếp nối với nhánh gan tay nông của động mạch quay tạo nên cung gan tay nông.

## Nhánh bên, tiếp nối
Ở Cẳng tay, nó cho các nhánh động mạch quặt ngược trụ trước, động mạch quặt ngược trụ sau, động mạch gian cốt chung. Động mạch gian cốt chung rất ngắn, khoảng 1 cm, tách ra các động mạch gian cốt trước, sau và quặt ngược gian cốt. Khi vào cổ tay, động mạch trụ tạo ra nhánh gan tay sâu của động mạch trụ, cùng với động mạch quay tạo nên cung gan tay sâu ở bàn tay. Ngoài ra, động mạch trụ kết hợp với nhánh gan tay nông của động mạch quay tạo nên cung gan tay nông. Nó cũng cho nhánh vào động mạch mu cổ tay, kết hợp với nhánh của động mạch quay tạo nên cung động mạch mu tay.

## Đường đi, liên quan
Ở phần ba trên cẳng tay, nó đi xuống dưới và vào trong, lúc đầu nó đi trong cơ sấp tròn, sau đó nó đi giữa cơ gấp các ngón nông và cơ gấp các ngón sâu. Ở cung xơ nối hai đầu cánh tay trụ và đầu quay của cơ gấp các ngón nông, động mạch đi cùng khoảng 2,5 cm rồi bắt chéo phía sau thần kinh giữa (qua trung gian đầu trụ cơ sấp tròn).
Ở hai phần ba dưới cẳng tay, nó đi thẳng xuống dưới sự che phủ của cơ gấp cổ tay trụ, giữa cơ này và cơ gấp các ngón tay sâu. Cơ gấp cổ tay trụ là cơ tùy hành của động mạch trụ, đi cùng với thần kinh trụ. Ở ngay trên cổ tay, động mạch nằm nông ở giữa gân cơ gấp cổ tay trụ và gân gấp các ngón nông. Ở cổ tay, nó bắt chéo trước hãm gân gấp, ngoài xương đậu, đi vào bàn tay và tận cùng ở đó. Phía sau động mạch trụ là các cơ bao phủ mặt trước xương trụ: cơ cánh tay, cơ gấp các ngón sâu.

## Đặc thù
Động mạch trụ có nguyên ủy khác nhau, theo tỷ lệ khoảng 1:13 trường hợp, động mạch bắt đầu khoảng 5 đến 7 cm bên dưới nếp khuỷu, thông thường là khoảng 3 cm. Có trường hợp động mạch trụ có nguyên ủy từ động mạch nách.
Biến thể vị trí của động mạch trụ phổ biến hơn so với động mạch quay. Nhưng một khi nguyên ủy động mạch ở vị trí bình thường thì đường đi động mạch hiếm khi thay đổi.
Trong một vài trường hợp, động mạch nằm rất nông, ngay ở dưới da ở phần trên cẳng tay và dưới mạc ở phần dưới cẳng tay.

## Hình ảnh tham khảo

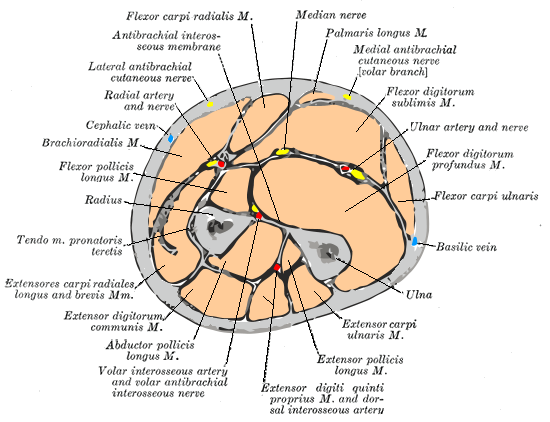
Thiết đồ ngang giữa cẳng tay.
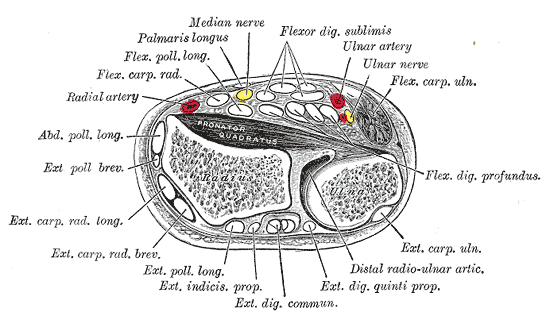
Thiết đồ ngang đầu xa của xương quay và xương trụ.
Thiết đồ ngang cổ tay và ngón tay.
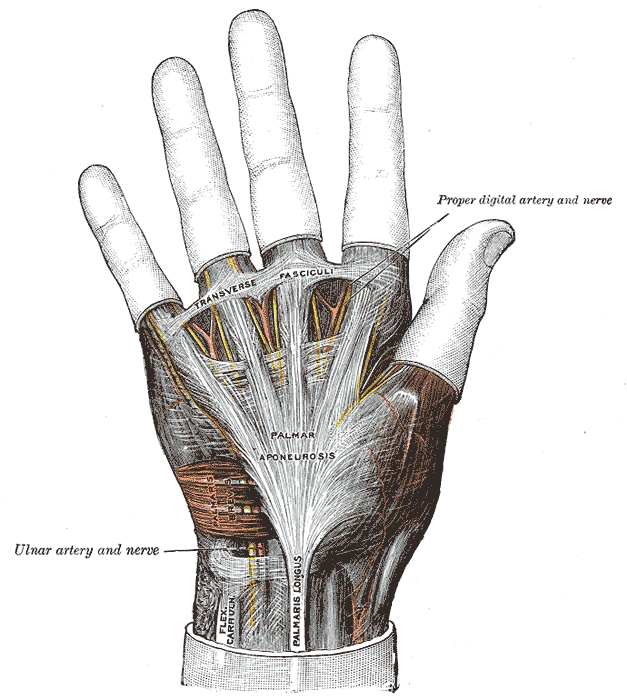
Cân gan tay
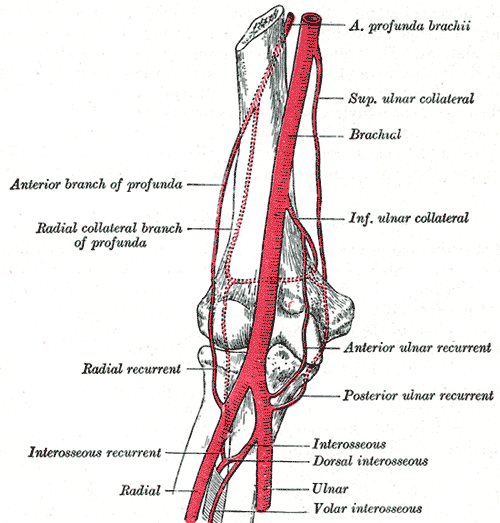
Sơ đồ bệnh thiếu máu quanh khớp khuỷu tay.
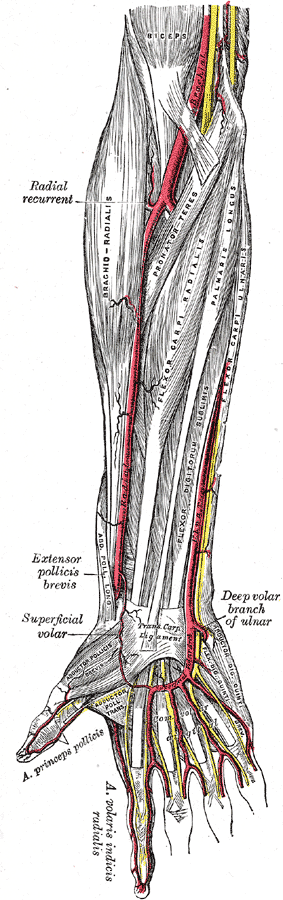
Động mạch vùng cánh tay phải - góc nhìn trước.
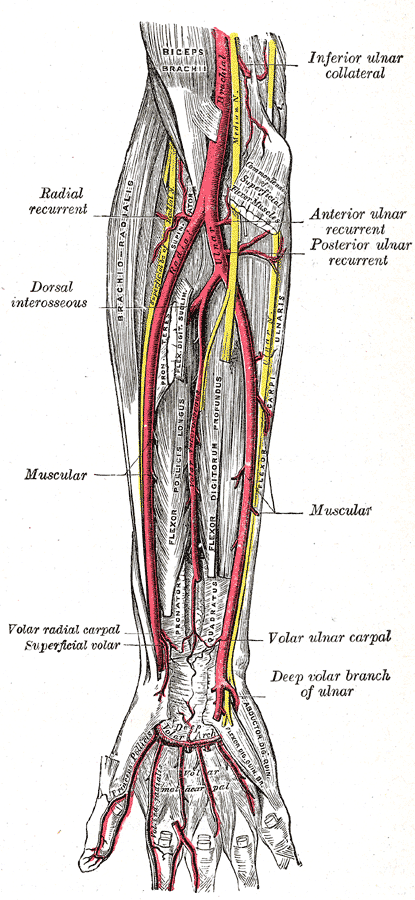
Động mạch trụ và động mạch quay, lớp sâu.